# جان کیج

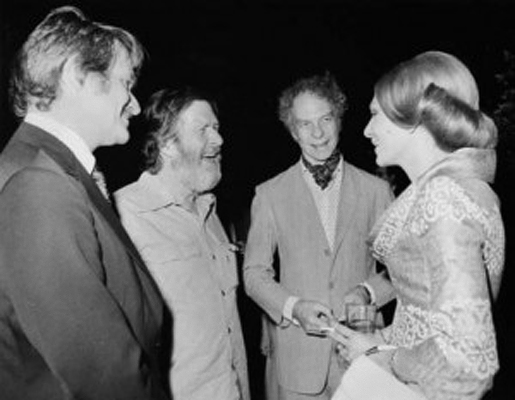
جان کِیج و مرس کانینگهام در حضور فرح پهلوی، در جشن هنر شیراز

جان میلتون کِیج (به انگلیسی: John Milton Cage) معروف به جان کِیج (زادهٔ ۵ سپتامبر ۱۹۱۲ در لس‌آنجلس – درگذشتهٔ ۱۲ اوت ۱۹۹۲ در نیویورک)، از آهنگسازان سدهٔ بیستم آمریکا بود. کِیج آهنگساز، فیلسوف، شاعر، نظریه‌پرداز موسیقی بود. جان کیج از شاگردان آرنولد شونبرگ و هنری کاول بود. او از تأثیرگذارترین آهنگسازان پس از جنگ دوم جهانی است. نامدارترین اثر او شاید ۴:۳۳ (چهار دقیقه و سی و سه ثانیه) باشد که در آن، نوازنده یا نوازندگان، بدون نواختن حتی یک نت، این زمان را روی صحنه در سکوت می‌گذرانند و حاضران در سالن را به شنیدن صداهای درون سالن دعوت می‌کنند.
جان کِیج در سال ۱۹۳۸ میلادی، نخستین قطعه‌اش را برای پیانو ساخت و در ۱۹۵۱ میلادی، گروهی از موسیقی‌دانان و مهندسان صدا را به‌کار گرفت تا نخستین قطعهٔ موسیقی را روی نوار مغناطیسی ضبط کنند.
کِیج شاید بیشتر به خاطر آهنگسازی ۳۳ ′۴ که در غیاب صدای عمدی اجرا می‌شود شهرت دارد. نوازندگانی که کار را ارائه می‌دهند کاری جز حضور در مدت زمان مشخص شده توسط عنوان ندارند. محتوای ترکیب «چهار دقیقه و ۳۳ ثانیه سکوت» نیست، که غالباً فرض می‌شود، بلکه بیشتر صداهای محیط است که در هنگام اجرا توسط مخاطب شنیده می‌شود. چالش این اثر در مورد تعاریف مفروض دربارهٔ موسیقی و تجربه موسیقی، آن را به موضوعی محبوب و بحث‌برانگیز در موسیقی‌شناسی و زیبایی‌شناسی هنر و اجرا تبدیل کرد. کِیج همچنین از پیشگامان پیانوی آماده شده بود (پیانی که صدای آن توسط اشیایی که بین سیمها یا چکشهای آن قرار گرفته‌اند تغییر می‌کند)، که برای آن کارهای متعددی در رابطه با رقص و چند قطعه کنسرت نوشت. مشهورترین آنها Sonatas and Interludes است.
معلمان وی شامل هنری کاول (۱۹۳۳) و آرنولد شوئنبرگ (۱۹۳۳ تا ۳۵) بودند که هر دو به دلیل ابتکارات بنیادی در موسیقی شناخته شده بودند، اما تأثیرات اصلی کیج در فرهنگ‌های مختلف آسیای شرقی و جنوبی بود. کیج از طریق مطالعات فلسفه هند و بودیسم ذن در اواخر دهه ۱۹۴۰ به ایدهٔ موسیقی تصادفی یا کنترل شانس رسید که ساخت آن را از سال ۱۹۵۱ آغاز کرد. I Ching، یک ابزار تصمیم‌گیری متن کلاسیک چینی باستان، که از عملیات شانس برای پیشنهاد پاسخ به سوالاتی که ممکن است مطرح شود، استفاده می‌کند، تا پایان عمر به ابزار استاندارد ترکیب کیج تبدیل شد. وی در یک سخنرانی در سال ۱۹۵۷، موسیقی آزمایشی، موسیقی را به عنوان "یک نمایش بی هدف" توصیف کرد که "تصدیقی از زندگی است - نه تلاشی برای بیرون آوردن نظم از هرج و مرج و نه پیشنهاد پیشرفت در آفرینش، بلکه فقط راهی برای بیدار شدن از خواب است. زندگی که ما داریم زندگی می‌کنیم ".

## جوایز و افتخارات
وی در سال ۱۹۴۹ میلادی، جایزهٔ آکادمی ملی هنر و ادبیات آمریکا را به‌خاطر توسعهٔ مرزهای موسیقی و نوآوری‌اش در پیانو دریافت کرد. در سال ۱۹۷۸، به‌عنوان عضو آکادمی هنر و علوم آمریکا برگزیده شد و ده سال بعد، یعنی در سال ۱۹۸۸، به عضویت آکادمی هنر و ادبیات آمریکا درآمد. وی در سال ۱۹۸۲، نشان لژیون دونور فرانسه را کسب کرد و در سال ۱۹۸۹ از سوی بنیاد اینامورا جایزهٔ کیوتو را دریافت کرد.

## زندگی خصوصی
در تاریخ ۷ ژوئن ۱۹۳۵، در شهر یوما، آریزونا، با «زنیا آندریونا کاشواروف» ازدواج کرد و در سال ۱۹۴۵ از او جدا شد.

## برخی از آثار
- جهار دیوار
- آهنگی برای مارسل دوشان
- موسیقی دگرگونی‌ها
- سونات‍ها و اینترلودها
- ۴:۳۳
- ۰:۰۰ (۴:۳۳ شماره ۲)
- چند موسیقی فیلم
- فهرست آثار

## شنیدن آثار
- youtube
- radiom
- گفتگویی با جان کیج ۱۹۶۳